# Ossi Aalto

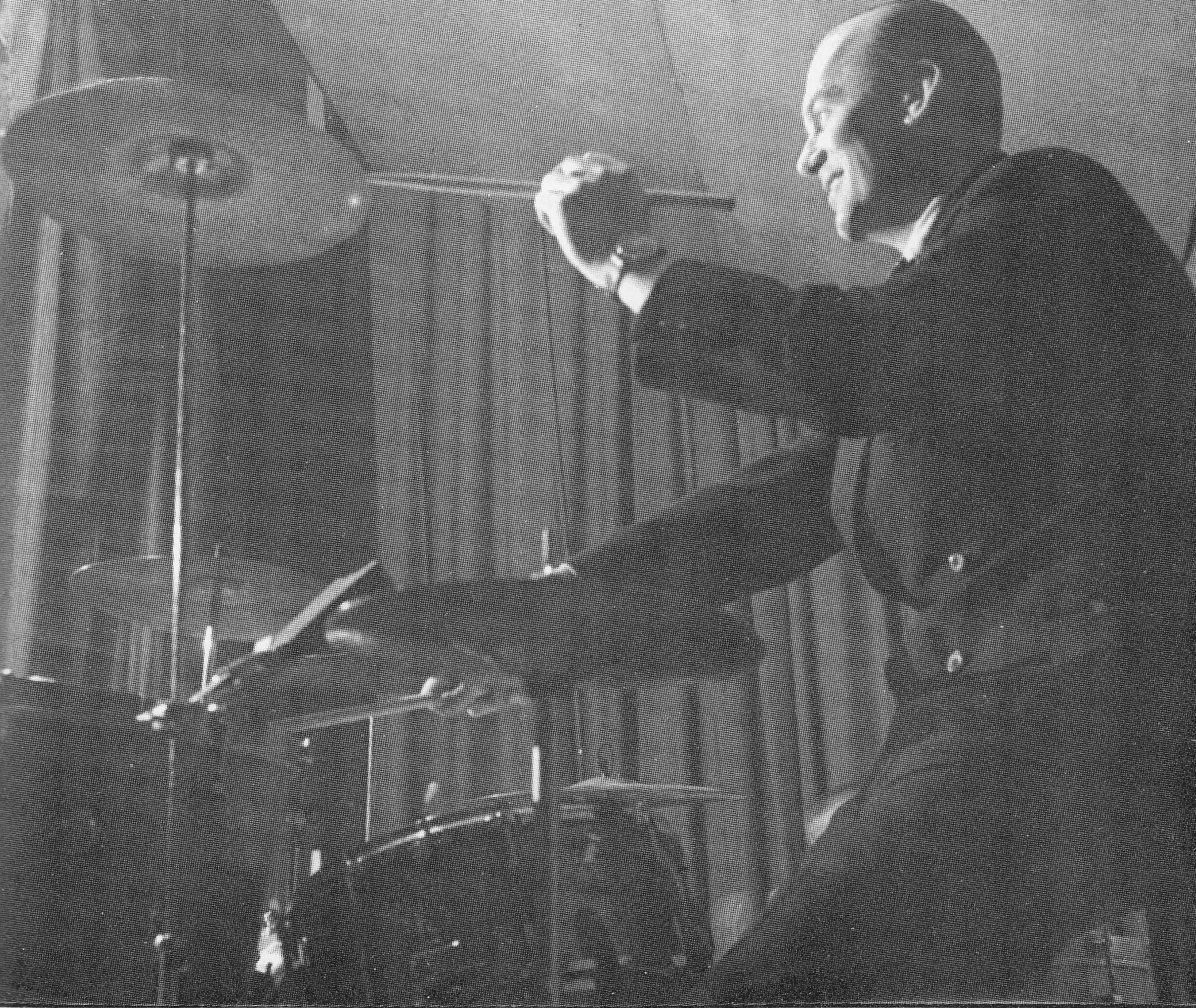
Ossi Aalto (1945)

Osmo „Ossi“ Adolf Aalto (* 17. August 1910 in Helsinki; † 19. Januar 2009 ebenda) war ein finnischer Jazz-Schlagzeuger und Orchesterleiter.

## Leben

### Zeit bis 1945
Aalto begann seine Musikerkarriere 1927 in der finnischen Formation Black Birds. Sie setzte sich aus Studenten der Helsingin Suomalainen Yhteiskoulu (Finnische gemischte Schule Helsinki) zusammen. Musiker neben Aalto am Schlagzeug waren der Pianist Harry Bergström (1910–1989), der Geiger Rainer, der Trompeter Urs Johannson und der Posaunist Klaus Salmi. Sie spielten 1928 schon im Kulosaaren Casino und im Rundfunk. Im Sommer 1928 schloss er sich The Saxophon Jazz Band des Saxophonisten Allan Teräsvuoren, einer Tanzband, die im Restaurant Franciscaner in Helsinki auftrat, an. Weitere Mitglieder des Ensembles waren der Pianist Asser Fagerström (1912–1990) und Eero Lindroos (1908–1996), der sich ab 1945 Eero Lauresalo nannte, auf dem Sousaphon,. In dieser Zeit soll Aalto in Finnland als erster aus zwei Becken die ersten Hi-Hats gebaut und benutzt haben, was seinen Ruf als einer der fortschrittlichsten finnischen Schlagzeuger begründete. The Saxophon Jazz Band löste sich 1930 auf. Danach spielte Aalto unter anderem im Cuba, einem Kaffeehaus in Helsinki, und mit dem Tenorsaxophonisten Yrjö Saarnion (1906–1985) bei The Rhythm Maniacs in Turku. Im Frühjahr 1936 wurde Aalto vom Orchester Dallapé, das seit Jahren ohne Schlagzeuger aufgetreten war, engagiert. In dieser Zeit machte er mit dem Orchester Konzertreisen und Plattenaufnahmen. Im Frühjahr 1939 endete das Engagement bei Dallapé. Danach spielte Aalto im Septett seines Jugendfreundes Erkki Aho (1918–2002) im Restaurant Rio in Helsinki. Das auf 14 Mitglieder angewachsene Erkki Aho Orchester trat zu Zeiten des Krieges neben dem Rio auch in der 1935 erbauten Messehalle, einem Ausstellungs- und Konzerthaus auf. Nach dem Krieg leitete Aho das Orchester zunächst bis zu einem letzten Auftritt im Jive-Club im Dezember 1945 weiter.

### Ossi Aalto Orchester
Ossi Aalto übernahm im Dezember 1945 die Orchesterleitung und das Management der jetzt 15-Mann-starken Big Band Erkki Ahos, die sich nun Ossi Aalto Orchester nannte. Musiker waren die Saxophonisten Leo Kähkönen, Göran Ödner, Erkki Eloranta, Onni Hovi und Eero Väre. Ossi Runne, Matti Welling und Urpo Huttunen spielten Trompete, Ahti Pilvi und Erkki Posaune,  Martti Huttunen Gitarre, Erik Lindström Bass, Veikko Tamminen Klavier und Aalto selbst war der Schlagzeuger. Ergänzt wurden die Instrumentalisten durch die Sänger Ödner, Vär und Cora Lee. Die Band war international aktiv. so hatte sie im Sommer 1946 ein Engagement im Vergnügungspark  Nöjesfelt in Stockholm. Im gleichen Jahr spielten sie die Musik bei  Aufführungen der Dreigroschenoper von Bertolt Brecht und Kurt Weill  in schwedischer Sprache in Helsinki. 1947 veranstalteten sie eine Tournee durch Schweden. Das Ensemble hatte in dieser Zeit mehrere Liveauftritte im Rundfunk, die aber nicht offiziell aufgezeichnet wurden. Der Siegeszug des Orchesters hielt noch bis 1948 an. Das Magazin Rytm zeichnete sowohl die Big Band als auch Aalto als Schlagzeuger aus. 

### Ossi Aalto Sextett und Ossi Aalto Quintett
Aalto führte  das Orchester mit reduzierter und veränderter Besetzung ab 1948 als Ossi Aalto Sextett weiter und machte bei DECCA Records 1950 Plattenaufnahmen von Embryo und Blue Moon. Weitere Aufnahmen folgten 1951. Ein letzter Schwedenbesuch fand im Sommer 1951 statt. Ab 1954 bestand die Formation noch als Ossi Aalto Quintett.